# اریک فریمن (هنرپیشه)
اریک فریمن (انگلیسی: Eric Freeman؛ زادهٔ ۱۳ ژوئیهٔ ۱۹۶۵) یک هنرپیشه اهل ایالات متحده آمریکا است.